# Józef Jastrzębski (etnograf)
Józef Jastrzębski (ur. 4 lipca 1920 w Radomyślu koło Siedlec, zm. 13 maja 1989 w Tomaszowie Mazowieckim), etnograf polski, dyrektor Muzeum Regionalnego w Tomaszowie Mazowieckim.

## Życiorys
Urodził się w rodzinie rolniczej o korzeniach szlacheckich, był synem Jana i Anny z Chromińskich. W latach 1947–1951 odbył studia w zakresie etnografii i etnologii na Uniwersytecie Marii Curie-Skłodowskiej, gdzie pod kierunkiem Józefa Gajka przygotował i obronił pracę magisterską Przemysł sitarski w Biłgorajskiem. Po studiach podjął pracę w Muzeum Lubelskim. Przez kilka lat prowadził w okolicy terenowe badania etnograficzne, przedmiotem zainteresowania czyniąc rękodzieło, przemysł wiejski, a także hodowlę i rolnictwo.
Po przeprowadzce do Tomaszowa Mazowieckiego w 1956 został kierownikiem Muzeum Regionalnego. Pod jego kierownictwem przeprowadzony został kapitalny remont siedziby Muzeum – pałacu Ostrogskich. W trakcie wielu lat prac remontowych i adaptacyjnych nie zaniedbywał badań terenowych, w trakcie których zajmował się także nabywaniem eksponatów. Działał przede wszystkim na terenie powiatów tomaszowskiego, brzezińskiego, opoczyńskiego i rawskiego.
Część materiałów pozyskanych w trakcie prac terenowych wykorzystał do publikacji; ogłosił m.in. Sitarstwo biłgorajskie ("Prace i Materiały Etnograficzne", 1961), Lecznictwo ludowe we wsi Załęcze Wielkie ("Prace i Materiały Muzeum Archeologicznego i Etnograficznego w Łodzi", 1961). Był ponadto redaktorem katalogów, folderów i informatorów, aktywnym popularyzatorem wiedzy o regionie, szczególnie o kulturze ludowej. Organizował współpracę tomaszowskiej placówki z Muzeum Archeologicznym i Etnograficznym w Łodzi.
Udzielał się jednocześnie w pracy społecznej; pełnił mandat radnego miejskiego oraz radnego Wojewódzkiej Rady Narodowej w Łodzi, działał w Towarzystwie Przyjaciół Tomaszowa Mazowieckiego, założył i kierował Towarzystwem Przyjaciół Muzeum w Tomaszowie (prowadził także Studium Regionalne), zasiadał w sekcji muzealnej przy Zarządzie Okręgu Związku Zawodowego Pracowników Kultury i Sztuki w Łodzi. Jeszcze w trakcie studiów wstąpił do Polskiego Towarzystwa Ludoznawczego. Uczestniczył w pracach porządkowych po przeprowadzce księgozbioru Towarzystwa ze Lwowa do Lublina, w latach 1948-1951 brał udział w pierwszych pracach nad "Polskim Atlasem Etnograficznym". W latach 1967–1973 oraz 1980-1982 zasiadał w Głównej Komisji Rewizyjnej Polskiego Towarzystwa Ludoznawczego, a od 1983 w jego Zarządzie Głównym.
Od 1950 żoną Józefa Jastrzębskiego była Mirosława z Kwiatkowskich, koleżanka ze studiów, później kierownik działu etnograficznego Muzeum Regionalnego w Tomaszowie. 
W 1982 stan zdrowia zmusił go do przejścia na wcześniejszą emeryturę, aczkolwiek przez jakiś czas pracował jeszcze w niepełnym wymiarze godzinowym. Otrzymał kilka wyróżnień regionalnych i odznaczeń państwowych, m.in. Krzyż Kawalerski Orderu Odrodzenia Polski. Zmarł 13 maja 1989 w Tomaszowie Mazowieckim, został pochowany na tamtejszym cmentarzu.